# Calamoncosis rhenana
Calamoncosis rhenana är en tvåvingeart som beskrevs av Thomas Leighton Wendt 1994. Calamoncosis rhenana ingår i släktet Calamoncosis och familjen fritflugor.
Artens utbredningsområde är Tyskland. Inga underarter finns listade i Catalogue of Life.